# Puente de Puente Duero
El puente de Puente Duero es un puente de origen romano, manteniendo su estructura y emplazamiento que da nombre a Puente Duero, un barrio de Valladolid, provincia de Valladolid, Castilla y León, España.

## Evolución histórica
Ha tenido a lo largo de su vida múltiples reparaciones, conservando siempre su antiguo trazado de origen romano; deja ver diferentes formas de construcción y estilos observando su piedra. Así se tiene noticias de que en octubre de 1579 a diciembre se deciden importantes reparaciones, que afectan al puente de Puente Duero y al de Boecillo. Aunque varios intentos anteriores fallaron por falta de financiación. En 1523 el Regimiento Vallisoletano decide retomar la obra y terminar el puente, para ello pide al Emperador poder cobrar los portazgos de los puentes cercanos durante dos años, luego prorrogado a tres, para dedicar lo recaudado al paso puente de Puente Duero. El Consejo Real delega en la Chancillería  de Valladolid el control y la tramitación de la obra, y esta pide al Ayuntamiento que encargué a unos maestros realizar un proyecto y presentar un presupuesto, se encomienda a dos canteros Juan de Aguinaga y Martín de Logorreta, plantear unas condiciones y dibujar una traza. 
El 28 de junio de 1524, se pregona en la plaza Mayor de Valladolid la construcción de los puentes de Boecillo y reparación de Puente Duero, valorados según la declaración de los maestros vascos, en 1 183. 000 maravedíes el de Boecillo y en 200 000 maravedíes el de Puente Duero. La única postura fue la realizada por los propios maestros que habían hecho las trazas y condiciones, comprometiéndose el realizar el puente de Boecillo en 1 135. 000 maravedíes y los reparos del puente de Puente Duero en 165 000 maravedíes. Sin embargo tales cantidades estaban lejos de lo que podía recaudar con los portazgos el Concejo Vallisoletano, por lo que, ante la falta de financiación se abandonó el proyecto.La última gran obra tiene lugar después de la riada de 1860, construyéndose un potente arco central. El puente tiene una longitud de unos 100 m y su anchura de 3 m, lo suficiente para que pase un coche y un camión, incluso y hasta hace pocos años pasaban tanques del ejército en dirección hacia los montes para realizar maniobras militares.
Por el puente pasaba la Cañada Real, antes Cañada de Puente Duero o Cañada de la Rubia, es una larga calle perfectamente integrada en Valladolid sin que por eso haya perdido por completo el aire rústico que la caracterizaba, especialmente en su último tramo: allí donde ya se toca el Pinar de Antequera. Comienza en la Avenida de Zamora, junto al grupo escultórico de Miguel Escalona realizado en hierro oxidado y de doce metros de largo, titulado La Mesta: un quijotesco pastor conduce un rebaño de ovejas. Todo indica que estamos en la vieja cañada que atravesaba Puente Duero y se adentraba en la ciudad de Valladolid. De ahí la anchura que en ciertos tramos tiene la calle y también el Paseo de Zorrilla, pues tuvieron que respetarse las medidas propias de una cañada cosa, no obstante, que no siempre se cumple. Insistiendo en este pasado cañariego, en el tramo inicial de la calle se han instalado unos paneles que ilustran sobre la trashumancia. La cañada que pasaba por la ciudad es un ramal secundario de la Cañada Real Leonesa Oriental.

## Estructura

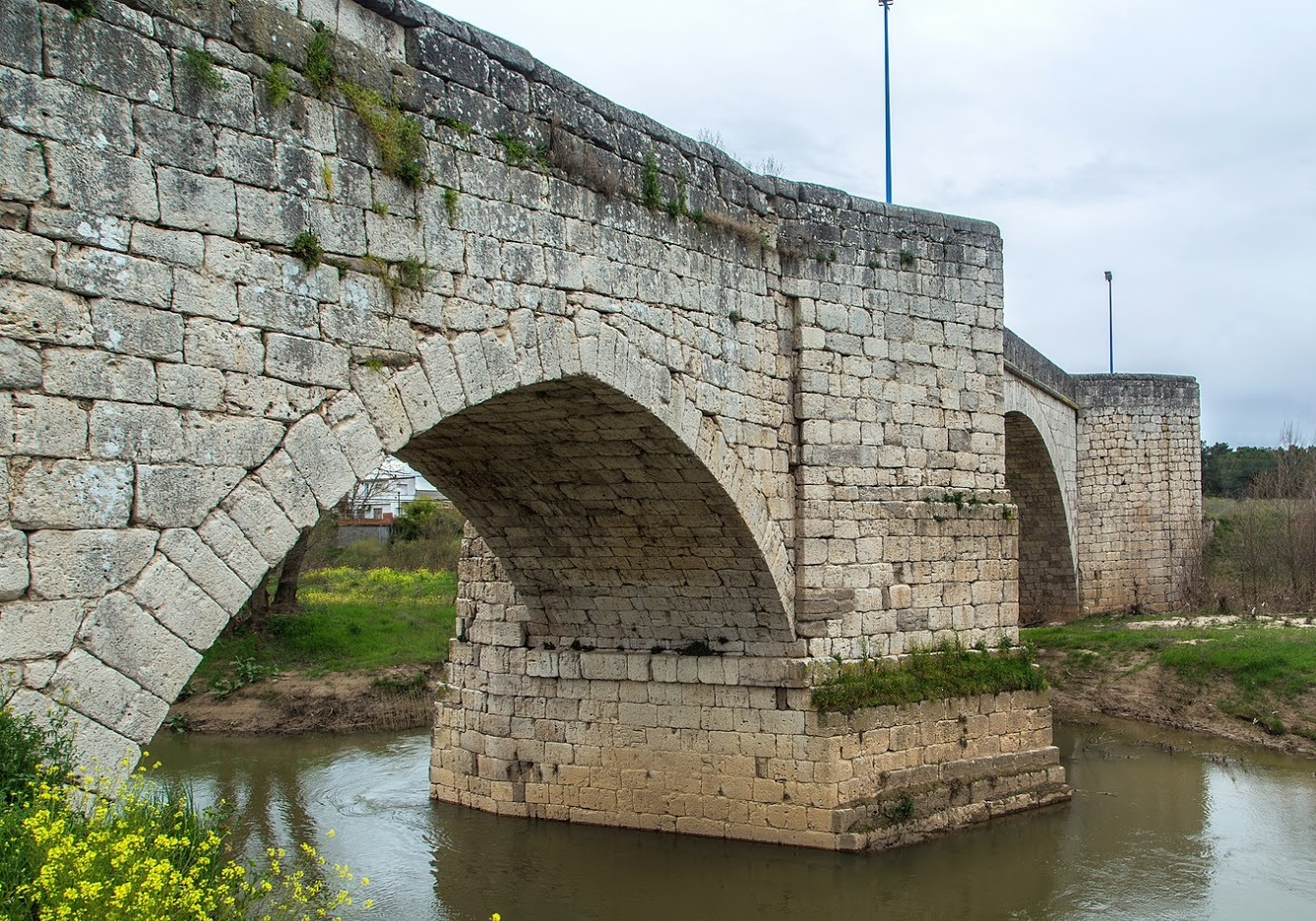
Detalle del puente, año 2021.

Es totalmente de piedra caliza, más o menos regular, en bloques dando la impresión de fortaleza y solidez; costa de un tramo largo de muro a ambos lados del río, hundidos en el agua se encuentran dos recios pilares, con sus tajamares, sobre los que montan cuatro balconcillos, dos por cada lado para protección de los viandantes, cuya formas es angular, en sus gruesos pilares se sostienen los tres arcos, siendo más grande el central, dando lugar a una pequeña bóveda por debajo de los cuales pasa el río, el arco central y más grande es de medio punto. 
Los laterales son ojivales, estos están apoyados en los extremos opuestos por dos muros de piedra llamados Mataburros que inclinadas hacia fuera abren paso al río. Aunque la piedra es del mismo tipo, se puede observar que presenta distintas tonalidades, por la cantidad de arreglos que ha sufrido y por la acción del agua, igualmente por la forma de estar colocada y unido el sillar podemos ver diferentes épocas.
Poco queda en el puente de su esplendor romano, quizás trozos de muro a ambos lados de los ojos, las piedras son irregulares y la argamasa por la que están unidas es poco abundante, con muchos huecos, además se puede observar que son de diferentes tamaños. Los pilares que sostienen los arcos tienen las piedras de un color más anaranjado por causa tal vez del agua, pareciendo de la misma época que los arcos apuntados y debe ser la parte realizada en el siglo XVI, a finales del gótico, siendo las piedras más regulares y mejor unidas que la parte anterior, siendo en los arcos donde se encuentra muy bien diferenciadas las dovelas.
De otra época más reciente se puede considerar la parte del muro de entrada al puente y las dos hileras de piedra de todo él, excepto el arco central, en que la piedra tiene un color más grisáceo, sus uniones están mejor hechas y apenas tienen huecos, están hechas con argamasa y piedras menores, los otros dos arcos más antiguos, las uniones son más deformes y su argamasa esta más deteriorada, siendo vivienda de gran número de pájaros (gorriones, grajos, golondrinas) que pían constantemente haciendo del lugar, un sitio perfecto para relajarse escuchando el piar de los pájaros y el susurro del Duero.
Igualmente se puede apreciar que en algún momento y posiblemente por la escasez de piedra o porque su tablero o el petril eran más largo que en la actualidad, utilizaron esas piedras desbastadas, para colocarlas en el murete, este aprovechamiento era muy normal, lo atípico es que el maestro cantero no desbastara la piedra para guardar la concordancia del murete.

## Historia reciente
La parte más reciente está construida en el último tercio del siglo XIX, es la parte central, la del arco de medio punto, construido como consecuencia de la voladura que llevó a cabo el  Duque de Wellington y la riada del 1860 que tapono ese ojo, que era menor que el actual y de forma apuntada como sus hermanos más pequeños. 
El sillar de esta parte es perfecto, entre las uniones de las piedras no existe ningún hueco, la semicircunferencia que forman las dovelas del arco es regular, sin sobresalir de la parte superior no rematada en semicírculo como las anteriores, sino en plano aunque de puntas romas.
El puente en su parte superior, por donde se pasa (tablero) en 2009 con la urbanización total de la calle Real, se sustituye su pavimento de asfalto negro por un adoquinado total en color gris y tramos en rojo.